# Paseo marítimo de Samil
El paseo marítimo de Samil es una vía peatonal a lo largo del litoral frente a la Ría de Vigo, en la ciudad española de Vigo. Este espacio público costero está construido en la zona urbana y semiurbana de la ciudad en su parte sur, y recorre principalmente la playa de Samil. El paseo es uno de los lugares donde se celebra el festival de deportes urbanos del Marisquiño. 

## Historia
El paseo de Samil fue ordenado por el alcalde Rafael Portanet y proyectado por el arquitecto madrileño Emilio Garrido en el año 1969. Además del paseo, el alcalde ordenó construir varios aparcamientos, vestuarios, zonas ajardinadas y restaurantes. En ese mismo año, además, fue inaugurado un nuevo vial de acceso a la playa, la avenida de Samil.
La construcción del paseo supuso la urbanización de litoral sur vigués, que de aquellas estaba compuesto por playas vírgenes, pinares y dunas. La actuación sobre el arenal para construir el paseo fue bastante controvertido, llegando a ser rechazado por grandes personalidades de modo público, entre los que destacaron Valentín Paz Andrade o Eduardo Blanco Amor.

Basta con contemplar la mole de cemento [...] para calcular las consecuencias tan nocivas como irreparables
Manifiesto firmado contra el paseo de Samil, 16 de octubre de 1970

Pese a las críticas, el alcalde Portanet y su equipo de gobierno hicieron caso omiso y continuaron con las obras.

Pretendemos acabar con la anarquía que reina en la zona de Samil, llena de chabolas inmundas.
Declaraciones de Portanet en un pleno municipal, 1970.

Finalmente, y sin inauguración oficial, fue estrenado el paseo.

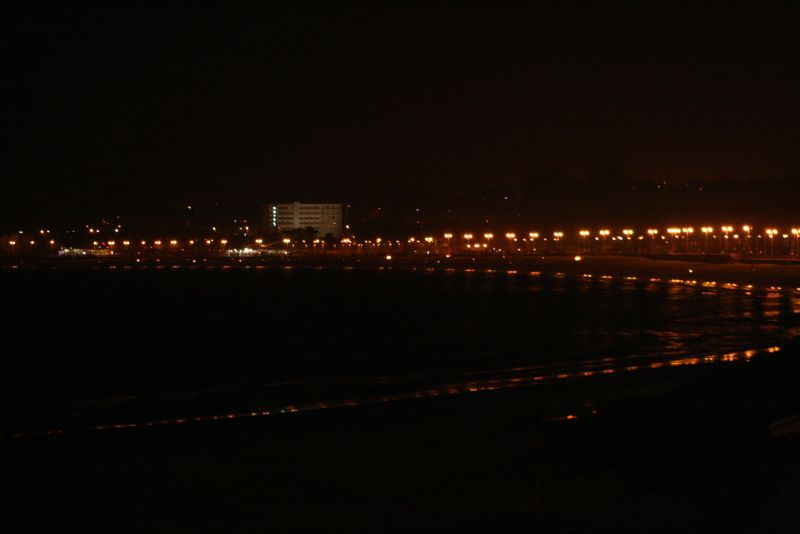
Hogueras en la playa de Samil por la festividad de San Juan
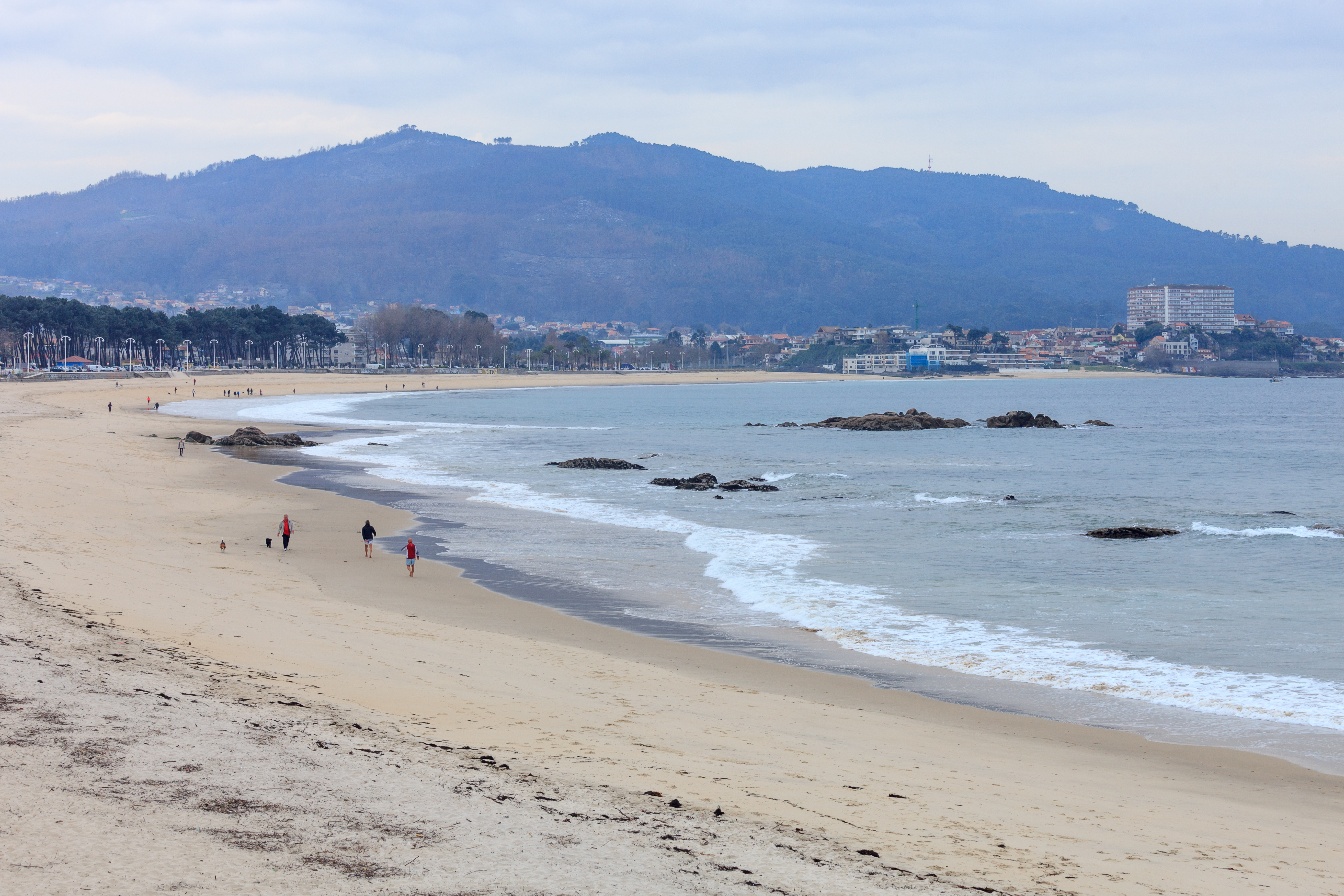
Playa de Samil en 2018
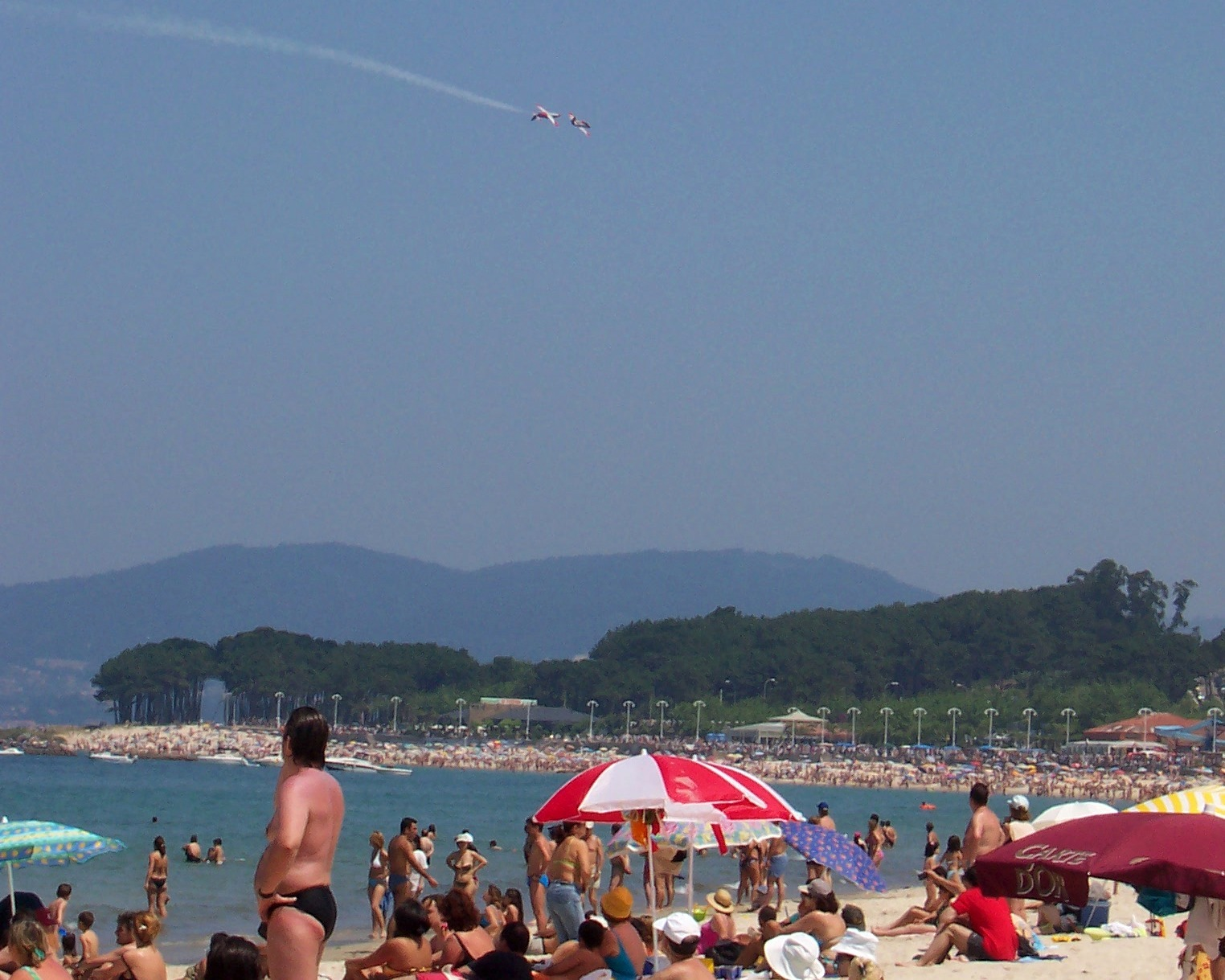
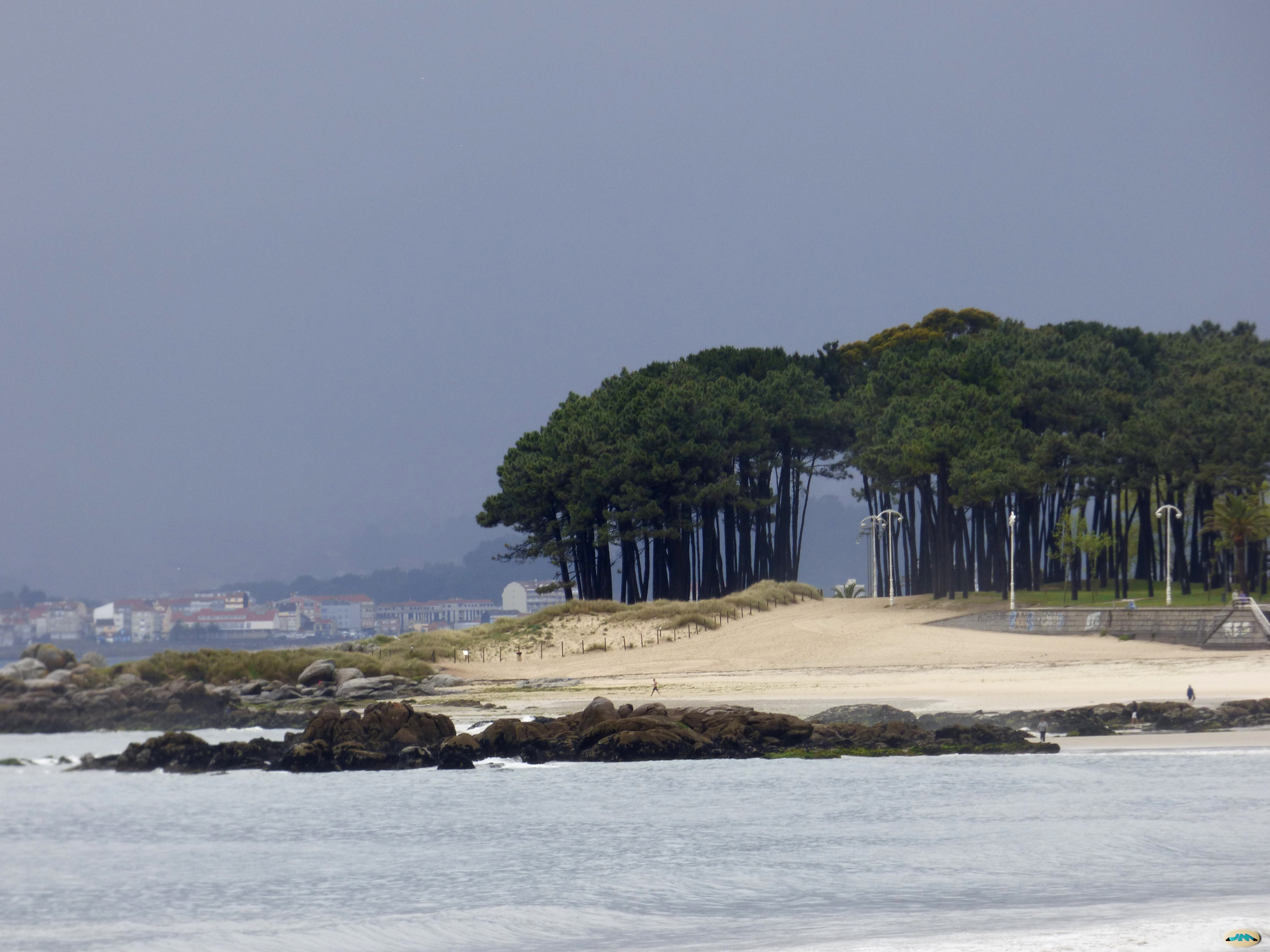
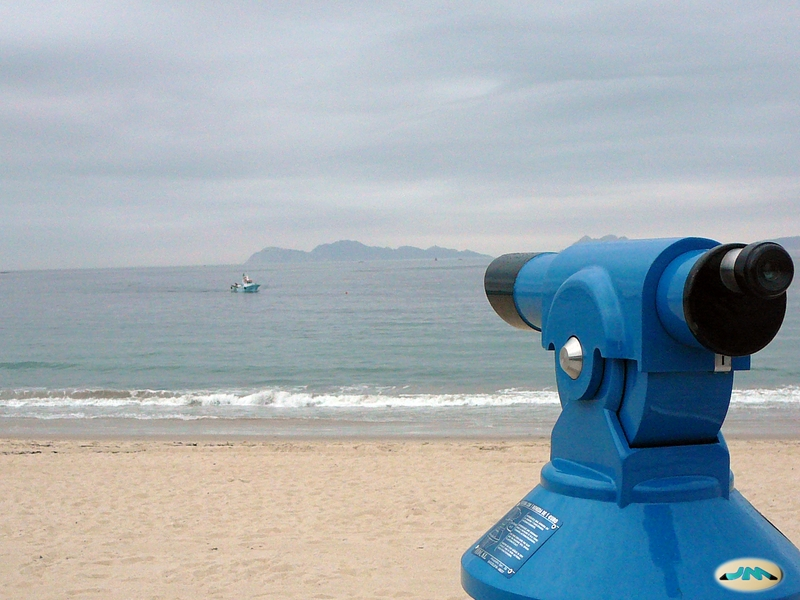
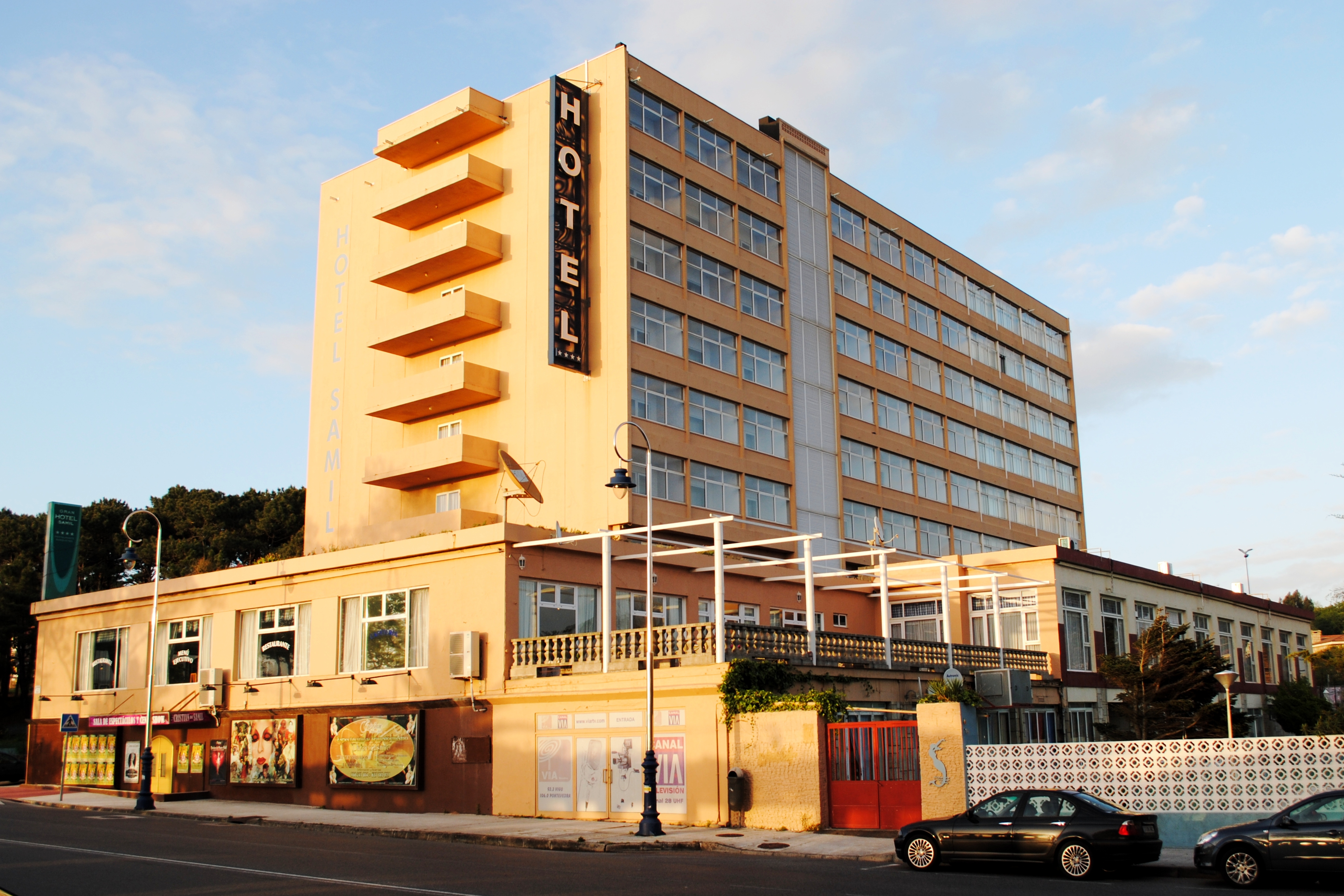
Hotel Samil (ya desaparecido)